# Canton de Houdain
Le canton de Houdain est une ancienne division administrative française située dans le département du Pas-de-Calais et la région Nord-Pas-de-Calais.

## Géographie

Le canton de Houdain dans l'arrondissement de Béthune

Ce canton est organisé autour de Houdain dans l'arrondissement de Béthune. Son altitude varie de 45 m (Houdain) à 186 m (Fresnicourt-le-Dolmen).

## Histoire
De 1833 à 1848, les cantons de Houdain et de Norrent-Fontes avaient le même conseiller général. Le nombre de conseillers généraux était limité à 30 par département.

## Représentation

### Conseillers généraux
| Période          | Période          | Identité                                 | Étiquette   | Qualité |
| ---------------- | ---------------- | ---------------------------------------- | ----------- | --- |
| 1833             | 1835 (démission) | François d'Hanotel de Cauchy (1774-1847) |             | Officier de louveterie Maire de Cauchy |
| 1835             | 1845 (décès)     | Bon Louis Joseph Herreng (1792-1845)     |             | Ancien notaire à Béthune, propriétaire du château de Bouvigny-Boyeffles |
| 1846             | 1848             | Philippe Guille                          |             | Notaire, propriétaire à Douai |
| 1848             | 1852             | Félix Augustin Arthur Lequien            | Droite      | Avocat, adjoint au Maire de Béthune Propriétaire à Douai, Représentant du peuple (1849-1851, 1852-1860)                                                                              |
| 1852             | 1867             | Louis Damiens de Ranchicourt             |             | Ancien chef d'escadron à la Garde Nationale de la Seine Maire de Ranchicourt |
| 1867             | 1868             | Louis Mathon                             |             | Maire de Bouvigny-Boyeffles |
| 1868             | 1883             | Jules Hermary                            | Droite      | Brasseur-malteur Maire de Barlin Député (1876-1881 et 1885-1889) |
| 1883             | 1888 (décès)     | Emile Beaucourt (1830-1888)              | Républicain | Propriétaire, cultivateur, brasseur, maire de Divion |
| 1888             | 1901 (décès)     | Alfred Leroy                             | Républicain | Employé puis directeur des mines de Bruay-en-Artois Maire de Bruay-en-Artois (1879-1900) Sénateur (1900-1901)                                                                        |
| 1901             | 1919             | Jules Elby (gendre du précédent)         | Républicain | Directeur général de la compagnie des mines de Bruay Propriétaire du château de Fressin Maire de Bruay-en-Artois Sénateur (1923-1933)                                                |
| 1919             | 1940             | Gaston Beltrémieux                       | SFIO        | Négociant en vins et liqueurs Député (1931-1942) Maire de Fresnicourt-le-Dolmen |
|                  |                  |                                          |             | |
| 1945             | 1949 (décès)     | Ernest Wéry                              | SFIO        | Mineur Maire de Bruay-en-Artois (1944-1945 et 1947-1949), ancien conseiller d'arrondissement                                                                                         |
| 18 décembre 1949 | 1958             | André Mancey                             | PCF         | Mineur, Maire de Calonne-Ricouart (1947-1977) Député (1951-1955, 1956-1958 et 1967-1968)                                                                                             |
| 1958             | 1959 (décès)     | Télesphore Caudron                       | SFIO        | Ingénieur principal des Mines Maire de Bruay-en-Artois (1949-1959) Député (1958-1959)                                                                                                |
| 26 juillet 1959  | 1962 (démission) | André Mancey                             | PCF         | Mineur, Maire de Calonne-Ricouart (1947-1977) Député (1951-1955, 1956-1958 et 1967-1968)                                                                                             |
| 1962             | 1992 (décès)     | Roland Cressent                          | PCF         | Mineur Maire de Divion (1953-1992) |
| 1992             | 2004             | Marcel Wacheux                           | PS          | Professeur de collège Député (1981-1993) Maire de Bruay-en-Artois puis de Bruay-la-Buissière de 1965 à 1987                                                                          |
| 2004             | 2010 (démission) | Alain Wacheux (fils du précédent)        | PS          | Instituteur détaché auprès de l’office central de la coopération à l’école Conseiller régional Maire de Bruay-la-Buissière (1999-2017) Suppléant du député Serge Janquin (2002-2007) |
| 2010             | 2015             | Daniel Dewalle                           | PCF         | Éducateur Maire d'Houdain (1997-2010) |

### Conseillers d'arrondissement (de 1833 à 1940)
| Période | Période | Identité                        | Étiquette   | Qualité |
| ------- | ------- | ------------------------------- | ----------- | --- |
| 1833    | 1842    | Charles Hippolyte Joseph Parent |             | Cultivateur, maire de Barlin                                                                                |
| 1842    | 1852    | François Desvachaux             |             | Maire de Labuissière                                                                                        |
|         |         |                                 |             | |
|         | 1886    | François Calonne                |             | Maire de Verquin                                                                                            |
| 1886    | 1892    | Hippolyte Fleury                |             | Maire de Maisnil-lès-Ruitz, suppléant du juge de paix                                                       |
| 1892    | 1898    | Albert Brasme                   | Républicain | Propriétaire à Houdain                                                                                      |
| 1898    | 1904    | Henri Béharelle (1861-1916)     | Républicain | Agriculteur, maire de Nœux-les-Mines                                                                        |
| 1904    | 1919    | Henri Beaucourt                 | Républicain | Agriculteur et brasseur à Divion                                                                            |
| 1919    | 1929    | Henri Mailly (1877-1965)        | SFIO        | Ouvrier mineur, conseiller municipal de Nœux-les-Mines                                                      |
| 1928    | 1940    | Ernest Wéry (1887-1949)         | SFIO        | Boulanger puis ouvrier mineur à Bruay-en-Artois puis à Divion Premier adjoint au maire de Bruay-en-Artois   |
| 1940    |         |                                 |             | Les conseils d'arrondissement ont été suspendus par la loi du 12 octobre 1940 et n'ont jamais été réactivés |

## Composition
| Communes              | Population (Modèle:Données/Canton de Houdain/évolution population) | Code postal | Code Insee |
| --------------------- | ------------------------------------------------------------------ | ----------- | ---------- |
| Beugin                | 413                                                                | 62150       | 62120      |
| Camblain-Châtelain    | 1 581                                                              | 62470       | 62197      |
| Caucourt              | 277                                                                | 62150       | 62218      |
| Estrée-Cauchy         | 321                                                                | 62690       | 62314      |
| Fresnicourt-le-Dolmen | 880                                                                | 62150       | 62356      |
| Gauchin-Légal         | 331                                                                | 62150       | 62366      |
| Hermin                | 199                                                                | 62150       | 62441      |
| Houdain               | 7 771                                                              | 62150       | 62457      |
| Maisnil-lès-Ruitz     | 1 215                                                              | 62620       | 62540      |
| Ourton                | 700                                                                | 62460       | 62642      |
| Rebreuve-Ranchicourt  | 1 061                                                              | 62150       | 62693      |

(1) fraction de commune.

## Démographie
| 1962 | 1968 | 1975 | 1982 | 1990 | 1999 | 2009 |
| ---- | ---- | ---- | ---- | ---- | ---- | ---- |
| -    | -    | -    | -    | -    | -    | -    |